# Sonic the Hedgehog Pocket Adventure
Sonic the Hedgehog Pocket Adventure es un videojuego de la saga Sonic para la portátil Neo Geo Pocket Color. Este juego toma prestados elementos tanto de diseño como de jugabilidad de Sonic the Hedgehog 2 y Sonic & Knuckles de Sega Mega Drive. También incluía algunas novedades, como modo multijugador y un Modo Rompecabezas.

## Jugabilidad
La jugabilidad de este juego es una extraña mezcla entre los diferentes juegos de Sonic de Mega Drive, siendo de Sonic the Hedgehog 2 de donde salen la mayoría de estos. Sonic es capaz de correr, saltar, y usar el Spin Dash. Las Special Stages también están sacadas de ese juego, pero hay melodías de Sonic the Hedgehog 3 y Sonic & Knuckles, Knuckles aparece en el juego, hay un nivel para Super Sonic...
Este juego fue el precursor de la serie Sonic Advance, siendo el primer juego en limitar a Super Sonic a un último nivel, en usar un primer jefe que porta un martillo, en limitar cada Special Stage a un acto determinado, y en introducir modo multijugador. 

### Zonas
Estos son los niveles de Sonic Pocket Adventure:
- Neo South Island: Una isla verde basada en Emerald Hill Zone de Sonic the Hedgehog 2. Esto incluye puentes, palmeras, y los típicos badnik mono, piraña y avispa. Robotnik aparece montado en una nave con martillo, que se convertiría en el primer jefe de cada nuevo juego Sonic para portátil.
- Secret Plant: Basado en Chemical Plant Zone de Sonic the Hedgehog 2, se trata de una base mecánica, aunque sin líquido tóxico en esta ocasión. Incluye algo más de plataformeo, una gran cantidad de tuberías... Esta vez el doctor va en una máquina con plataformas, las cuales se mueven con tu peso. Hay que usarlas para atacarle.
- Cosmic Casino: Basado en Casino Night Zone de Sonic the Hedgehog 2. Se trata de un casino con máquinas tragaperras, pinballs y similares. Deberás tener cuidado con los rebotadores, así como la gran cantidad de pinchos de esta zona. El jefe es Robotnik, que se moverá dentro de un pinball intentando atacarte.
- Aquatic Relix: Basado en Aquatic Ruin Zone de Sonic the Hedgehog 2. Es la única zona con agua, llena de peligros en forma de flechas, badniks y objetos que caen. Incluye un combate contra Knuckles, una clara referencia a Sonic & Knuckles. Combate de forma similar, aunque es algo más sencillo ser golpeado por él.
- Sky Chase: Basado en Sky Chase Zone de Sonic the Hedgehog 2. Este nivel es bastante similar, surcando los aires con el avión de Tails, usando a Sonic para atacar. Tortugas, naves voladoras y aviones te atacarán mientras intentas entrar en Aerobase.
- Aerobase: Basado en Wing Fortress Zone de Sonic the Hedgehog 2. Una gigantesca nave de guerra, con cañones, plataformas que se mueven y tanques con gallos en su interior. Te encontrarás cara a cara con Silver Sonic, un robot similar a Sonic. Esta vez es un poco más sencillo que en Sonic 2, debido a que tienes anillos y que las púas del robot no te dañan tan fácilmente.
- Gigantic Angel: Zona basada en Scrap Brain Zone de Sonic the Hedgehog y Metropolis Zone de Sonic the Hedgehog 2. Esta zona está llena de trampas, con tuberías, tornillos a enroscar... Cuidado con los peligrosos cangrejos, estrellas y mantis. Robotnik te atacará con una nave que lanzará misiles y disparos en 8 direcciones. Debes usar los misiles para llegar a su nave, y destruirle.
- Last Utopia: La última zona (si no has recolectado todas las esmeraldas). Se trata de una batalla entre Sonic y el Dr. Robotnik. Robotnik conduce una enorme máquina que usa energía de la última esmeralda. Para ir al último nivel, debes arrebatarle también ésta. Te lanzará sus brazos, intentará agarrarte, y cosas de por el estilo. Ocho golpes para acabar con él, u ocho en la esmeralda para quitársela.
- Chaotic Space: Nivel definitivo desbloqueable si posees las 7 esmeraldas, en el que te transformarás en Super Sonic. Es muy similar a Doomsday Zone de Sonic & Knuckles. En él, debes derrotar definitivamente a Robotnik, que vuela por el espacio dentro de una pequeña nave similar a Eggrobo. Te lanzará misiles, que debes devolverle. También encontrarás por el camino rocas que te frenarán y anillos para no morir, ya que, como en casi toda la saga, ser Super Sonic consume anillos, y si los pierdes todos, caerás al vacío.

### Special Stage
Si Sonic consigue llegar al final del primer acto portando 50 anillos o más, podrá entrar a través de un anillo gigante a las Special Stage (como en Sonic the Hedgehog). En estas fases, como de costumbre, Sonic puede optar por conseguir una esmeralda del caos. Para lograrlo, debe correr a través de un túnel, recogiendo anillos y esquivando bombas (exactamente igual que pasaba en Sonic the Hedgehog 2). Además, se incluyen unos ítems con forma de flor, que dan al jugador un continue extra. La última esmeralda debe obtenerse arrebatándosela a Robotnik en Last Utopia.
Éste fue el primer juego de Sonic que obligaba a entrar en una determinada Special Stage desde un determinado nivel. Si no logras entrar a dicha Special Stage, ya habrás perdido una esmeralda, y, por tanto, el derecho a entrar en Chaotic Space.

### Modo Rompecabezas
La mayor adición de este juego es el Modo Rompecabezas. En este modo, el jugador debe completar 6 rompecabezas de 4x4 (formando un total de 96 piezas). El problema radica en que dichas piezas están esparcidas por todo el juego, teniendo que explorar cada rincón de todos los niveles para poder completarlos. Una vez obtenidas todas las piezas y montados los rompecabezas, recibes el modo Special Stage jugable desde el menú de opciones, pudiendo jugar a éstas independientemente de la tarea de recoger 50 anillos.

### Multijugador
Sonic Pocket Adventure permite hasta 2 jugadores, cada uno con su consola, juego, y cable link. Así, se puede competir en el modo Sonic Rush, corriendo a ver quien llega antes al final del nivel, de una forma similar al del Sonic 2, o bien en Get the Rings, un modo en el que cada jugador debe recolectar anillos para vencer al adversario (modo que sería posteriormente usado en la saga Sonic Advance). El jugador 1 es Sonic, y el jugador 2 es Tails.

## Curiosidades
La mayor curiosidad de este juego es la imposibilidad de jugar con Tails a lo largo del modo 1 jugador. Estaba prevista su aparición, y se puede jugar con él en el modo a 2 jugadores. Por suerte, se puede jugar con él siempre y cuando se acceda al modo debug. Esto sólo se puede lograr actualmente mediante el uso de algún emulador extraño, como RAPE (Rather A Pokémon Emulator). Se produce un error que causa la aparición del modo debug, y, a través del mismo, se puede jugar como Tails.